# História da filosofia do direito
O termo Filosofia do Direito surge pela primeira vez no século XIX como sinônimo de Direito Natural na obra de alguns dos mais ilustres filósofos liberais, entre os quais o jurista Gustavo Hugo. Deste momento, entretanto, conserva-se pouco além do nome da disciplina.
Se a Filosofia do Direito é a Filosofia mesma diante dos fenômenos jurídico-normativos, foi preciso esperar que um filósofo e não um jurista construísse um sistema filosófico tendo o direito como peça central. Foi Friedrich Hegel quem o fez ao publicar em 1820 seu livro Princípios da Filosofia do Direito. A obra Princípios da Filosofia do Direito de Hegel é um marco que delimita o início da Filosofia do Direito como centro de uma investigação filosófica sistemática.
É por isto que se entende existir uma Filosofia do Direito propriamente dita, cuja definição se encontra acima, e uma Filosofia do Direito impropriamente dita que se encontra nos textos filosóficos escritos ao longo da história da filosofia, cujos sentidos incidem mais ou menos em questões jurídico-normativas. Os filósofos sempre se depararam com a experiência da normatividade social – que é a essência do direito – mas antes de Hegel não adveio daí nenhum sistema filosófico que concebesse o direito em face da totalidade da sociedade (nem de um sistema lógico coerente com as outras ciências). Isso se deu por razões sócio-históricas cujos desenvolvimentos não nos compete aqui. Podemos apontar, à guisa de princípio, que pode ser levantada, dentre outras razões, o papel que o direito exerce nas sociedades modernas e a forma como o direito moderno, com seus fundamentos lógicos e sua força coerciva, refletem em toda a estrutura social.
Portanto, é praxe na Filosofia do Direito estudar os clássicos da Filosofia que se detiveram  diante dos problema jurídicos-normativos.

## Filosofia e Direito na Antiguidade

### Período pré-socrático
Os chamados filósofos pré-socráticos, preocupados com o desenvolvimento de conhecimentos de natureza cosmológica e investigando a arché (princípio) do universo não elaboraram fragmentos significativos sobre os problemas normativos das sociedades onde viviam. Apenas no período da filosofia considerado como antropológico – chamado assim por conta de sua preocupação com questões relativas ao homem em seu mundo – é que as leis e a justiça serão o centro das investigações dos filósofos de uma maneira geral. Ou seja, a filosofia se dedica sistematicamente a temas relacionados à normatividade social apenas no período que se seguiu ao socrático (século IV a. C.).
Um dos grandes temas que animavam as discussões nesta época era a relação entre a physis ou a natureza das coisas e suas leis, e o nomos as convenções sociais com suas leis e razões. É nesta relação entre physis e nomos que se encontra a base da reflexão sobre as leis dos gregos. Leis humanas feitas pelos homens mortais espelhadas em leis naturais, estipuladas pelos deuses imortais. Sendo assim, percebemos que não se desenvolveu uma reflexão deste matiz entre os pré-socráticos pelo fato destes se concentrarem apenas na physis e nas leis naturais que são os princípios do universo (princípios tanto no sentido de início quanto sentido de base) do cosmos, daí o nome de reflexão cosmológica.